# 顧澄

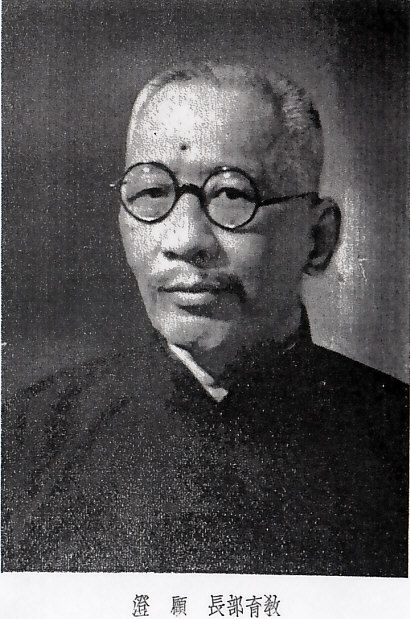
1940年《中華民国維新政府概史》中的顧澄照片

顧澄（1882年—1940年代约1947年）字養吾，江蘇省常州府無錫县人，中華民国政治家、数学家。

## 生平
清朝末年，顧澄毕业于格致書院数学科。1909年（宣統元年），顧澄翻译了有关四元数的文献，以《四原原理》为題名出版，这是中国最早介绍四元数的著作。
此後，顧澄先后任教于北京大学、清華大学，後来担任北平女子文理学院院長、東北大学数学系主任。1934年（民国23年）2月，任上海交通大学数学系教授，参与创建中国最早的全国規模的数学学术团体中国数学会。他还担任中国数学会发行的雑誌《数学雑誌》、上海交通大学科学学院发行的《科学通訊》的总編輯。
1938年（民国27年）3月，中華民国維新政府成立。翌月，顧澄出任教育部次長。同年7月，内政部長陳群不再兼署教育部長，顧澄暫時代理教育部长。1939年4月，顧澄卸任次長职务，专任署理教育部長。1940年（民国29年）3月，维新政府同汪兆銘（汪精衛）的南京国民政府合流，顧澄卸任。。
此後，顧澄的生平不详。大约1947年（民国36年）逝世。